# Bujanovac

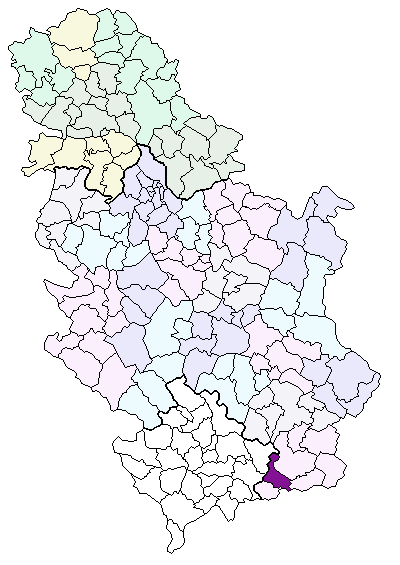
Bujanovac på en karta över Serbien och Kosovo

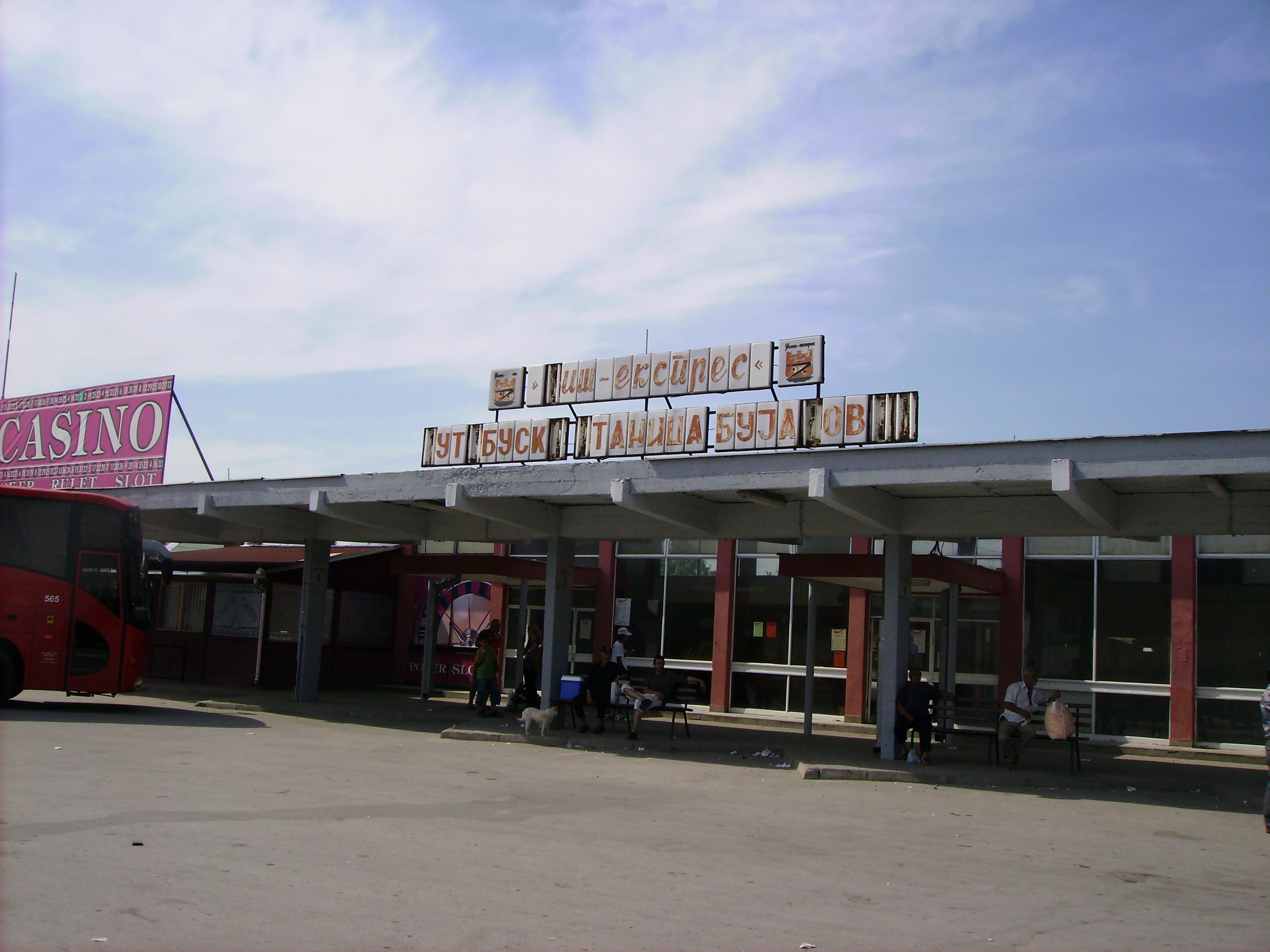
Bujanovac' busstation

Bujanovac (serbisk kyrilliska: Бујановац; albanska: Bujanoc) är en stad i Serbien med 12 000 invånare (kommunen har 43 000). Järnvägen mellan Belgrad och Skopje går vid Bujanovac. Den viktiga motorvägen mellan Belgrad och Thessaloniki går också förbi orten.
83% av invånarna är albaner, 17% är serber. 1999-2001 opererade en albansk gerilla i området med målet att förena det med Kosovo. Läget har sedermera stabiliserats, men området är fortfarande inte helt stabilt.